# Техничке новине
Техничке новине су биле часопис за радно и политехничко васпитање и образовање младих, а издавала их је Народна техника Југославије. Формат је био А4. Корице су штампане у боји, а унутрашњи табаци црно-бело. Главне теме су били пројекти за опште техничко образовање у основним школама, макетарство, електроника и сл.

## Историјат
Први број је издат 16. септембра 1948. године као орган Централног одбора Народне технике Југославије, под називом „Техника народу“. Од. 4. априла 1954. године лист мења назив у „Техничке новине“.
Указом председника СФРЈ, часопис је 12. новембра 1968. године одликован орденом заслуга за народ са сребрним зрацима.
Оснивачка права преузима 1. априла 1977. године тадашње Републичко веће Народне технике – Савеза организација за техничку културу СР Србије.

## Уредници
- Драгиша Стефановић (-1984)
- Саша Имперл (1984-)

## Најпознатији сарадници
Владимир Ајдачић, Растко Ћирић (илустратор).